# Pramalai Kallar
Les Pramalai Kallar sont un peuple de l'Inde du sud, dont la langue est dravidienne.
Louis Dumont, anthropologue et ethnologue français, a étudié ce peuple dans les années 1950, et leur a consacré un ouvrage : Une sous-caste de l'Inde du sud. Organisation sociale et religion des Pramalai Kallar. On y apprend notamment que leur structure sociale est fondée sur le système de caste, comme d'ailleurs dans la plupart des cultures indiennes, et en outre la parenté est de type patrilinéaire et patrilocale.
Ils se considèrent, pour la plupart, comme descendants d'ancêtres guerriers. Ils font partie des groupes qui se sont opposés aux Anglais, prêtant leurs services d'hommes de main à des seigneurs indiens plus puissants qu'eux et ennemis des colonisateurs.
Entre 1871 à 1947, ils ont été catégorisés par les Britanniques comme faisant partie des «tribus criminelles», catégorie créée par une loi coloniale, le Criminal Tribes Act (voir cet article).